# Adoxophyes paraorana
Adoxophyes paraorana es una especie de polilla del género Adoxophyes, tribu Archipini, subfamilia Tortricinae.

## Distribución
Se distribuye por Corea.

## Taxonomía
Fue descrita por Byun, in Byun et al. en 2012 y publicada en Animal Cells and Systems 16: 156.